# Petr Očko
Petr Očko (* 22. dubna 1976 Bohumín) je český manažer, v letech 2006 až 2007 národní koordinátor pro zavedení eura v ČR, v letech 2016 až 2018 předseda Technologické agentury ČR, v letech 2018 až 2022 náměstek ministra průmyslu a obchodu ČR, v letech 2012 až 2013 a opět v letech 2022 až 2024 pověřený generální ředitel agentury CzechInvest.

## Život
Narodil se v Bohumíně, kde v letech 1982 až 1990 vystudoval základní školu a v letech 1990 až 1994 také Gymnázium Františka Živného. Dále pak v letech 1994 až 2002 vystudoval informační management a evropskou integraci na Vysoké škole ekonomické v Praze (získal titul Ing.) a následně v letech 2002 až 2010 absolvoval doktorské studium v oblasti informační ekonomiky na Filozofické fakultě Univerzity Karlovy v Praze (získal titul Ph.D.).
Začínal v roce 1998 v tehdy malé firmě Globe Internet. Od roku 2001 působil na Ministerstvu financí ČR, a to nejprve jako expert v oblasti evropské ekonomické integrace, kdy se věnoval oblasti strukturálních fondů EU. Od roku 2004 byl poradcem náměstka ministra financí pro oblast finančního trhu a v roce 2006 byl vládou pověřen funkcí národního koordinátora zavedení eura.
Od srpna 2007 pak působil v soukromé sféře jako koordinátor projektů EU ve společnosti Telefónica O2. Do státní správy se vrátil v roce 2009 na pozici vrchního ředitele pro oblast rozpočtu a fondů EU na Ministerstvu dopravy ČR a od srpna 2010 pak působil jako sekční ředitel pro oblast fondů EU, výzkumu a vývoje na Ministerstvu průmyslu a obchodu ČR, kde měl na starosti zejména řízení klíčových programů na podporu průmyslového výzkumu a vývoje, inovací a podnikání.
V letech 2012 až 2013 měl jako pověřený generální ředitel na starosti také stabilizaci a rozvoj agentury pro podporu podnikání a investic CzechInvest. Od roku 2015 vedl na Ministerstvu průmyslu a obchodu ČR odbor finančních nástrojů a řízení projektů a připravoval zejména projekt Národního inovačního fondu či transformaci Českomoravské záruční a rozvojové banky.
V březnu 2016 pak byl vládou jmenován předsedou Technologické agentury ČR a v jejím čele napomáhal rozvinout podporu aplikovaného výzkumu v oblastech klíčových pro Českou republiku, včetně oblasti tzv. Průmyslu 4.0 a dalších významných trendů. V červnu 2018 na funkci rezignoval. Od července 2018 se pak stal náměstkem ministra průmyslu a obchodu ČR, kde řídil Sekci digitalizace a inovací (tj. agenda výzkumu a vývoje, regionální inovační strategie RIS3, digitalizace či problematika průmyslu 4.0).
Od května 2022 byl pověřen funkcí generálního ředitele agentury pro podporu podnikání a investic CzechInvest, jelikož na tuto funkci ke konci dubna 2022 rezignoval Patrik Reichl. Post zastával do začátku dubna 2024, kdy jej vystřídal nový řádný ředitel Jan Michal.